# Hippopsis lineolatus
Hippopsis lineolatus es una especie de escarabajo longicornio del género Hippopsis, tribu Agapanthiini, subfamilia Lamiinae. Fue descrita científicamente por Lepeletier y Audinet-Serville en 1825.

## Descripción
Mide 11,25 milímetros de longitud.

## Distribución
Se distribuye por Brasil y Perú.